# Climacoidea tuberculata
Climacoidea tuberculata är en kräftdjursart som först beskrevs av H.S. Puri 1960.  Climacoidea tuberculata ingår i släktet Climacoidea och familjen Trachyleberididae. Inga underarter finns listade i Catalogue of Life.